# Paul Vaessen
Paul Leon Vaessen (Gillingham, 16 ottobre 1961 – Bristol, 8 agosto 2001) è stato un calciatore inglese, attaccante dell'Arsenal, formazione in cui militò fino alla prematura fine della sua attività agonistica nel 1982.
Ricordato per il goal con il quale la sua squadra eliminò la Juventus in semifinale di Coppa delle Coppe 1979-80, trascorse i vent'anni successivi alla fine della carriera tra consumo di stupefacenti e lavori saltuari, e morì nel 2001 a 39 anni per overdose di eroina.
Solo mesi dopo la sua morte la sua figura fu ricollegata al suo passato da calciatore.

## Biografia
Figlio di Leon, ex giocatore del Millwall, Paul Vaessen entrò nelle giovanili dell'Arsenal nel 1978 a 16 anni; debuttò in Prima Divisione nell'ultima giornata del campionato 1978-79 contro il Chelsea.
Giocatore robusto ma tendente alla pinguedine, iniziò come riserva nel torneo successivo collezionando alcune presenze in campionato e marcando il suo primo goal a White Hart Lane contro il Tottenham ad aprile 1980 in un incontro che l'Arsenal vinse 2-1.
Pochi giorni dopo la squadra affrontò il ritorno delle semifinali della Coppa delle Coppe contro la Juventus cui, avendo pareggiato 1-1 ad Highbury, poteva bastare anche un pari senza reti per raggiungere la finale.
Prima di allora nessuna formazione britannica aveva mai vinto a Torino contro i bianconeri in una competizione UEFA, e fino all'88' di gioco la situazione sembrava favorevole agli italiani, che stavano portando l'incontro sullo 0-0; a quel punto l'ala dell'Arsenal Graham Rix entrò dal fronte sinistro d'attacco nell'area della Juventus ed effettuò un cross che scavalcò Dino Zoff e andò a finire dalle parti di Vaessen, da poco subentrato a David Price (singolarmente anch'egli prematuramente ritiratosi per infortunio e divenuto tassista a Croydon), che colpì di testa nella porta vuota, dando all'Arsenal il goal della vittoria e della qualificazione alla finale, che tuttavia Vaessen non disputò (l'Arsenal perse ai rigori contro gli spagnoli del  Valencia).
Fu impiegato come riserva anche nella stagione 1980-81 ma, in un incontro del precampionato successivo, si ruppe i legamenti del ginocchio durante un contrasto; nonostante diverse operazioni non riuscì a riprendere la funzionalità dell'articolazione e nell'estate del 1982 dovette forzosamente ritirarsi dall'attività.
Rimasto senza una fonte di guadagno, e bisognoso di far fronte al dolore causatogli dal ginocchio infortunato, tornò ad assumere marijuana della quale era occasionale fumatore già a 13 anni prima di smettere per dedicarsi al calcio; dalla marijuana passò poi alle droghe pesanti, mentre nel frattempo esercitò vari mestieri tra i quali quello di portalettere.
Passò anche attraverso un divorzio e un tentativo di rapina, per la quale ricevette tre mesi di carcere e la sospensione condizionale della pena a patto che si trasferisse da suo fratello a Bristol; l'avvocato che lo difese addusse a motivo del comportamento criminale di Vaessen il disorientamento dovuto alla fine prematura della sua carriera e alla perdita di qualsiasi prospettiva di successo.
Anche un tentativo di disintossicazione con il metadone fu infruttuoso, e l'8 agosto 2001 il suo corpo senza vita fu trovato nel bagno della casa di Bristol che divideva con suo fratello.
Un quotidiano cittadino riportò solo la sua morte e la circostanza che si trattasse di una persona in trattamento con il metadone, senza alcuna menzione del suo passato sportivo.
Ancora tre mesi dopo il decesso un quotidiano sportivo britannico parlò dell'impresa di Vaessen a Torino senza menzionare la circostanza che fosse morto.
Fu solo cinque mesi più tardi che un altro quotidiano, l'Observer, redasse il suo necrologio.
Venuto a conoscenza della morte di Vaessen, Tony Adams ‒ egli stesso ex giocatore dell'Arsenal, fondatore nel 2000 di Sporting Chance Clinic, un'organizzazione di sostegno e recupero degli sportivi con problemi di alcolismo e tossicodipendenza nei quali anch'egli incorse ‒ dichiarò che l'ispirazione a creare la sua fondazione gli giunse proprio dal fatto che, una volta terminata prematuramente la carriera, un ex giocatore veniva lasciato solo davanti ai suoi problemi e non aveva la possibilità di chiedere un sostegno psicologico per far fronte all'improvviso cambio di prospettive nella vita ed espresse l'auspicio che altri casi simili non dovessero ripetersi proprio grazie all'esistenza di organizzazioni come la sua.
Alla vicenda del giocatore il giornalista inglese Stewart Taylor, esperto di fatti dell'Arsenal, dedicò un libro uscito nel 2014, Stuck in a Moment: The Ballad of Paul Vaessen.